# Paraquilegia
Paraquilegia – rodzaj roślin należący do rodziny jaskrowatych. Obejmuje 8 gatunków występujących na rozległych obszarach Azji od Iranu i Kazachstanu na zachodzie, po północne Indie na południu oraz północną Mjanmę, Chiny i Japonię na wschodzie.

## Morfologia
PokrójByliny z tęgimi kłączami gęsto pokrytymi pozostałościami starych liści.
LiścieOdziomkowe długoogonkowe, u nasady pochwiaste, tworzą gęstą rozetę. Blaszka liściowa jest jeden raz lub dwukrotnie trójdzielnie złożona. Wzniesionych głąbików o wysokości zbliżonej do wysokości liści jest od jednego do ośmiu. Podsadki dwie, zwykle naprzeciwległe, u nasady z szeroką, błoniastą pochwą.
KwiatySzczytowe, pojedyncze, promieniste i obupłciowe. Okwiat złożony z dwóch okółków. Zewnętrzne listki okwiatu okazałe, wewnętrzne mniejsze, żółtawe, zwykle u nasady rozszerzone. Pręciki liczne, z cienkimi nitkami i owalnymi, żółtymi pylnikami. Słupków jest od 5 do 8. Zalążnia dwa razy dłuższa od szyjki słupka zawiera liczne zalążki ułożone w dwóch rzędach.
OwoceWzniesione i nieco rozpościerające się mieszki zwieńczone trwałymi pozostałościami szyjek słupka (3x krótszymi od mieszków). Nasiona są gładkie lub gęsto pomarszczone.

## Systematyka
Pozycja według APweb (aktualizowany system APG IV z 2016)
Rodzaj z podrodziny Thalictroideae Rafinesque, rodziny jaskrowatych (Ranunculaceae) z rzędu jaskrowców (Ranunculales), należących do kladu dwuliściennych właściwych (eudicots). W obrębie podrodziny tworzy klad wspólnie z rodzajami rutewka (Thalictrum), Leptopyrum i Paropyrum.
Wykaz gatunków
- Paraquilegia altimurana Rech.f.
- Paraquilegia anemonoides (Willd.) Ulbr.
- Paraquilegia caespitosa (Boiss. & Hohen.) J.R.Drumm. & Hutch.
- Paraquilegia chionophila Gilli
- Paraquilegia gangotriana Pusalkar & D.K.Singh
- Paraquilegia microphylla (Royle) J.R.Drumm. & Hutch.
- Paraquilegia scabrifolia Pachom.
- Paraquilegia uniflora (Aitch. & Hemsl.) J.R.Drumm. & Hutch.